# Euvespivora orientalis
Euvespivora orientalis är en tvåvingeart som beskrevs av Baranov 1942. Euvespivora orientalis ingår i släktet Euvespivora och familjen parasitflugor. Inga underarter finns listade i Catalogue of Life.